# 378 a. C.
El año 378 a. C. fue un año del calendario romano prejuliano. En el Imperio romano se conocía como el Año del tribunado de Medulino, Fidenas, Lanato, Sículo, Pulvilo y Macerino (o menos frecuentemente, año 376 Ab urbe condita).

## Acontecimientos

### Grecia
- El general y hombre de estado tebano Epaminondas, asume el mando de Tebas. Pelópidas es elegido beotarca, o magistrado jefe, de la ciudad.
- Timoteo, el hijo del general ateniense Conón, es elegido strategos de Atenas.
- Un intento espartano de capturar el Pireo acerca Atenas a Tebas. El mercenario ateniense Chabrias, derrota a los espartanos en la batalla. Luchando en esta batalla, Chabrias inventa una nueva técnica defensiva; ordena a cada soldado recibir una carga arrodillándose sobre la rodilla izquierda, con su escudo descansando en el suelo y una lanza apuntando al enemigo.
- Atenas se alía con Tebas y forma la Segunda Liga ateniense. La alianza incluye la mayor parte de las ciudades de Beocia y parte de las islas de Jonia.

### Sicilia
- La tercera guerra de Dionisio I con Cartago resulta un desastre. Padece una aplastante derrota en Cronio y se ve obligado a pagar una indemnización de 1000 talentos y cede el territorio al oeste del río Alico a los cartagineses.

## Fallecimientos
- Fébidas, general espartano.

- Datos: Q227990